# المكتب السياسي للحزب الديمقراطي الشعبي الأفغاني
المكتب السياسي للجنة المركزية للحزب الديمقراطي الشعبي بأفغانستان (PDPA) أو المكتب السياسي الأفغاني هو الجهاز ومؤسسة صنع السياسة داخل الهيكل السياسي لأفغانستان عندما لم تكن اللجنة المركزية للحزب الديمقراطي الشعبي ومؤتمر الحزب الشعبي الديمقراطي في حالة غنعقاد. تم انتخاب مكتب واحد فقط رسميًا؛ في المؤتمر الأول، على الرغم من ذلك، تم تغيير تشكيلة العضوية عدة مرات أثناء وجود المكتب السياسي لحزب الشعب الديمقراطي في أفغانستان.

## التشكيلة التاريخية

### المكتب السياسي الأول
أعضاء
- نور محمد تراكي (أمين عام)
- بابراك كرمل (نائب الأمين العام)
- السلطان علي كشتمند
- صالح محمد زيري
- غلام ديستاجير بانجشيري
- طاهر بدخشي
- شروح الله شابور

أعضاء مرشحين
- نور احمد نور
- الدكتور أكبر شاه والي
- عبد الكريم مساق
- سليمان لعق
- محمد حسن بارق
- حفيظ الله أمين
- إسماعيل دانيش
- عبد الحكيم شراي جوزاني
- عبد المجيد
- زاهر أفق قندري
- د. زاهر

### أعضاء بولتيبورو (1984)
بحلول عام 1984، كان ثمانية من الأعضاء الثلاثة عشر والأعضاء المناوبين في المكتب السياسي بارشاميس:
أعضاء فصيل بارشام
- بابراك كرمل
- السلطان علي كشتمند
- محمد نجيب الله
- نور احمد نور
- محمد رفيع
- أناهيتا راتببزاد

أعضاء فصيل الخلق
- عبد القادر
- محمود بريعلي
- محمد أسلم واتنجر
- صالح محمد زيري
- محمد إسماعيل دانيش

غير واضح
- غلام دستاجير بنجشيري (يعتقد أنه في كار )
- عبد الظهور رزمو